# Crossostylis pedunculata
Crossostylis pedunculata là một loài thực vật có hoa trong họ Rhizophoraceae. Loài này được A.C.Sm. mô tả khoa học đầu tiên năm 1952.